# Rock on the Range
Rock on the Range war ein seit 2007 jährlich stattfindendes Rock- und Metal-Festival, das im Columbus Crew Stadium in Columbus, Ohio ausgetragen wurde. Ab 2019 wird das Festival durch das Sonic Temple Art and Music Festival abgelöst.
Die erste Austragung des Festivals im Jahr 2007 fand das Festival an einem Tag statt. Zwischen 2008 und 2010 wurde Rock on the Range zweitägig veranstaltet und seit 2011 ist es ein dreitägiges Musikfestival. Bereits im ersten Jahr wurden 35,000 Besucher gezählt. 2013 waren es 105,000 und ein Jahr darauf sogar 120,000 zahlende Festivalbesucher.
Zwischen 2009 und 2011 fand ein Ableger des Musikfestivals im Canad Inns Stadium in Winnipeg, Manitoba statt. Das Stadion wurde 2012 geschlossen und später abgerissen.

## Columbus

### 2007
| - ZZ Top - Evanescence - Velvet Revolver - Hinder - Chevelle | - Buckcherry - Breaking Benjamin - Papa Roach - Puddle of Mudd - Black Stone Cherry | - Operator - 2Cents - Three Days Grace - Whitestarr |

### 2008
| - Stone Temple Pilots - Disturbed - Staind - Killswitch Engage - Serj Tankian - Shinedown - Finger Eleven - Filter - 10 Years | - Red - Theory of a Deadman - Airbourne - Ashes Divide - Drive A - Kid Rock - Seether - 3 Doors Down - Flyleaf (bestätigt, aber nicht aufgetreten) | - Alter Bridge - Five Finger Death Punch - Sevendust - Drowning Pool - BobaFlex - Black Tide - Rev Theory - Papa Roach - Saving Abel |

### 2009
| - Slipknot - Alice in Chains - Chevelle - Flyleaf - Saliva - Black Stone Cherry - Atreyu - All That Remains - Rev Theory - Loaded - Crooked X - The Veer Union - Early Pearl | - Static-X - Hurt - Halestorm - X Factor 1 - Leo Project - Mötley Crüe - Avenged Sevenfold - Buckcherry - Shinedown - Blue October - Saving Abel - Hoobastank - The Used | - Billy Talent - Sick Puppies - Pop Evil - Cavo - Framing Hanley - Drive A - Clutch - Charm City Devils - Adelitas Way - Burn Halo - Royal Bliss - Korn |

### 2010
| - Godsmack - Three Days Grace - Rise Against - Deftones - Papa Roach - Puddle of Mudd - Drowning Pool - Sevendust - Killswitch Engage - Skillet - Halestorm - Adelitas Way - Violent Soho | - Richy Nix - Helmet (Band) - Nonpoint - Janus - Taddy Porter - Like a Storm - Limp Bizkit - Rob Zombie - Seether - Slash - Theory of a Deadman - Bullet for My Valentine - Five Finger Death Punch | - Apocalyptica - Mastodon - Coheed and Cambria - Circa Survive - Anberlin - Airbourne - Shaman´s Harvest - Mushroomhead - Taproot - Year Long Disaster - Noise Auction - State Your Cause |

### 2011
| - Avenged Sevenfold - Korn - Staind - Alter Bridge - Hinder - Sick Puppies - Rev Theory - Finger Eleven - Danzig - Escape the Fate - My Darkest Days - Crossfade - Asking Alexandria | - Trust Company - P.O.D. - Black Veil Brides - 2Cents - Egypt Central - Hourcast - Downplay - A Perfect Circle - Disturbed - Puddle of Mudd - Bullet for My Valentine - Black Label Society - All That Remains | - Saving Abel - 10 Years - Hollywood Undead - A Day to Remember - Trapt - Cavo - Pop Evil - Greek Fire - The Damned Things - The Red Jumpsuit Apparatus - Evans Blue - Art of Dying - Red Fang - 7th Circle |

### 2012
| - Incubus - Shinedown - Five Finger Death Punch - Slash - Chevelle - Theory of a Deadman - Halestorm - Adelitas Way - Cypress Hill - P.O.D. - Cavo - Falling in Reverse - New Medicine - Emphatic | - BobaFlex - In This Moment - Kyng - Rival Sons - Otherwise - Noise Auction - Rob Zombie - Marilyn Manson - Megadeth - Mastodon - Volbeat - The Darkness - Escape the Fate - Black Stone Cherry | - Anthrax - Down - Attack Attack! - Trivium - Redlight King - Aranda - Lacuna Coil - 12 Stones - James Durbin - Soil - Eve to Adam - Ghost of August |

### 2013
| - Cheap Trick - Korn - Buckcherry - Hollywood Undead - Love and Death - Oleander - In Flames - Mindset Evolution - American Fangs - X Factor 1 - Smashing Pumpkins - Stone Sour - Three Days Grace - Papa Roach - Bullet for My Valentine - Black Veil Brides - Halestorm | - All That Remains - Pop Evil - A Day to Remember - Asking Alexandria - Motionless in White - Otherwise - Young Guns - Clutch - The Sword - Red Line Chemistry - Heaven’s Basement - Gemini Syndrome - Scorpion Child - Soundgarden - Alice in Chains - Bush - Volbeat | - Skillet - Steel Panther - Sevendust - Sick Puppies - Lamb of God - Device - In This Moment - Ghost B.C. - Red - Big Wreck - Deuce - Middle Class Rut - Thousand Foot Krutch - Beware of Darkness - O’Brother - Error 504 |

### 2014
| - Guns N’ Roses - Seether - Staind - Black Stone Cherry - Black Label Society - Killswitch Engage - Redlight King - Down - Living Colour - Reignwolf - We Came as Romans - Thousand Foot Krutch - Kyng - Devour the Day - Lacuna Coil - Butcher Babies - One OK Rock - Truckfighters - Kill Devil Hill - Werm | - Avenged Sevenfold - Slayer - Chevelle - Theory of a Deadman - Pop Evil - Fuel - Rev Theory - Suicidal Tendencies - The Pretty Reckless - Nothing More - Texas Hippie Coalition - King 810 - We as Human - Stars in Stereo - Exodus - Fozzy - Avatar - Crobot - Wilson - INFIDEL | - Kid Rock - Five Finger Death Punch - Alter Bridge - Mastodon - Wolfmother - Adelitas Way - Trivium - Jason Bonham's Led Zep Experience - Of Mice & Men - Miss May I - We Are Harlot - Heaven’s Basement - Genimi Syndrome - Righteous Vendetta - Gojira - Kvelertak - Jim Breuer Band - Twelve Foot Ninja - Monster Truck - Sleepwave |

### 2015
| - Slipknot - Marilyn Manson - Slash feat. Myles Kennedy and The Conspirators - Breaking Benjamin - Live - Apocalyptica - We Are Harlot - Falling in Reverse - Yelawolf - The Dillinger Escape Plan - Young Guns - The Vamps - Islander - Shaman's Harvest - Hatebreed - Beartooth - Dangerkids - Dorothy - Highly Suspect - X Factor 1 | - Judas Priest - Godsmack - Papa Roach - In This Moment - Scott Weiland and The Wildabouts - Of Mice & Men - Saint Asonia - Ministry - In Flames - Babymetal - Mark Tremonti - Sabaton - Like a Storm - Screaming for Silence - The Devil Wears Prada - Nonpoint - Saxon - From Ashes to New - Red Sun Rising - Novallo | - Linkin Park - Rise Against - Volbeat - Halestorm - Anthrax - The Pretty Reckless - Hollywood Undead - Tech N9ne - Motionless in White - Rival Sons - Otherwise - Starset - Art of Dying - Unlocking the Truth - Periphery - Upon a Burning Body - Crobot - Marmozets - September Mourning - Santa Cruz |

### 2016
| - Disturbed - Shinedown - A Day to Remember - Sixx:A.M. - Bullet for My Valentine - Sevendust - Sick Puppies - Megadeth - Machine Gun Kelly - Asking Alexandria - Trivium - Enter Shikari - Avatar - Monster Truck - Butcher Babies - Memphis May Fire - Miss May I - Andrew Watt - We Came as Romans - Cane Hill - Jay Mohr - Bethany Dwyer - Gary Menke - Jay Snyder - Adrian Crosby | - Rob Zombie - Five Finger Death Punch - Hellyeah - Steel Panther - Pop Evil - Saint Asonia - P.O.D. - Lamb of God - Ghost - Parkway Drive - Issues - Texas Hippie Coalition - Aranda - Lacey Sturm - Clutch - Crown the Empire - New Years Day - Wilson - Jelly Roll - Citizen Zero - That Metal Show live - Craig Gass - Madison Malloy | - Red Hot Chili Peppers - Deftones - Bring Me the Horizon - Wolfmother - Death from Above 1979 - The Struts - Highly Suspect - At the Drive-In - Pennywise - Anti-Flag - Red Sun Rising - Hands Like Houses - The Glorious Sons - The Shelters - Between the Buried and Me - The Sword - The Shrine - Wild Throne - Code Orange - Silver Snake - Jay Oakerson - Nate Bargatze - Bill Squire - Jay Armstrong - Chad Zumock |

### 2017
| - Soundgarden (abgesagt) - Live - Chevelle - Bush - Of Mice & Men - Thrice - Beartooth - Pierce the Veil - Sum 41 - Motionless in White - The Amity Affliction - I Prevail - Badflower - Goodbye June - Gojira - Norma Jean - Red Fang - Bleeker - Cover Your Tracks - Aeges | - Korn - The Offspring - Papa Roach - Seether - Alter Bridge - Skillet - Starset - Coheed and Cambria - Taking Back Sunday - The Story So Far - Kyng - Ded - Sylar - Fire from the Gods - In Flames - Whitechapel - Attila - Turnstile - Frank Carter & The Rattlesnakes - One Less Reason | - Metallica - Volbeat - Primus - The Pretty Reckless - Biffy Clyro - Nothing More - Rival Sons - Amon Amarth - The Dillinger Escape Plan - Zakk Sabbath - Dinosaur Pile-Up - Radkey - Dorothy - As Lions - Deafheaven - Suicide Silence - Every Time I Die - Wage War - Royal Republic - Mother Feather |

### 2018
| - Alice in Chains - A Perfect Circle - Breaking Benjamin - Machine Gun Kelly - Greta Van Fleet - 10 Years - The Bronx - Underoath - Quicksand - Hawthorne Heights - Turnstile - Senses Fail - The Fever 333 - I See Stars - Body Count - Atreyu - Power Trip - Dance Gavin Dance - Mutoid Man - Spirit Animal - Trae Crowder - Tim Dillon - Jake Iannarino - Tom Dustin - Jay Armstrong | - Avenged Sevenfold - Stone Sour - Three Days Grace - Black Veil Brides - Asking Alexandria - New Years Day - Tech N9ne - Trivium - From Ashes to New - Jelly Roll - My Ticket Home - Like Moths to Flames - Andrew W.K. - Emmure - Miss May I - Wilson - grandson - J.B. Smoove - Yannis Pappas - Jason Banks - Bill Squire - Chad Zumock | - Tool - Godsmack - Stone Temple Pilots - The Used - I Prevail - Red Sun Rising - Tyler Bryant & The Shakedown - Them Evils - Babymetal - Baroness - Code Orange - Like a Storm - Shaman's Harvest - Shim - Stitched Up Heart - Yelawolf - Anti-Flag - We Came as Romans - Toothgrinder - Joyous Wolf - Pray for Sleep - Big Jay Oakerson - Taylor Tomlinson - Zach Martina - Aaron Kleiber |

## Winnipeg

### 2009
| - Billy Talent - Rise Against - Rancid - Theory of a Deadman - Shinedown | - Thornley - Blue October - Die Mannequin - Anvil - Silverstein | - Inward Eye - Hollywood Undead - Pop Evil - Age of Daze - Sick of Sarah |

### 2010
| - Stone Temple Pilots - Godsmack - Three Days Grace - Buckcherry - Finger Eleven | - Crash Karma - Danko Jones - The Trews - Airbourne - Bleeker Ridge | - Domenica - MENEW - Sons of York |

### 2011
| - Alice in Chains - Evanescence - Five Finger Death Punch - Duff McKagan´s Loaded - Art of Dying | - Me Versus - The Sheepdogs - Volbeat - Anberlin - Hinder | - The Reason - Drive A - Sons of York |